# Aglossa caprealis
Aglossa caprealis ist ein (Klein-)Schmetterling aus der Familie der Zünsler (Pyralidae). Die Art wird als Vorratsschädling angesehen.

## Merkmale
Die Falter haben eine Flügelspannweite von etwa 25 mm (bzw. eine Vorderflügellänge von 10 bis 12 mm). Die Vorderflügel sind meist rotbraun bis purpurbraun mit gelblichen Einmischungen. Es kommen jedoch auch dunkelbraune Exemplare vor. Die Wurzelregion ist oft wesentlich dunkler gefärbt. Die hellere Zeichnung bestehend aus zwei Querlinien und Makeln kann sehr deutlich ausgebildet sein oder fast fehlen. Die innere Querlinie ist, wenn vorhanden, stark gezackt, die äußere Querlinie ist dagegen fein gezackt mit einer sehr breiten und tiefen Ausbuchtung nach außen in der Mitte des Vorderflügels versehen. Die äußere Querlinie kann am Vorderrand und Innenrand fleckenartig verbreitert sein. Im Mittelfeld können mehrere helle Flecke vorhanden sein. Der Diskalfleck ist meist sehr groß und dunkel gekernt. Bei manchen Exemplaren ist noch zusätzlich eine schwache subterminale Linie zu erkennen, die dicht an der Ausbuchtung der äußeren Querlinie quer zum Flügel verläuft. Auch diese ist leicht gezackt. Am Kostalrand sind, neben der Verdickung der äußeren und evtl. auch inneren Querlinie meist noch mehrere kleinere Flecke im Bereich des Mittelfeldes vorhanden.
Die Hinterflügel sind weiß bis weißlichgelb, manchmal auch ockerfarbig überstäubt. Kopf und Thorax sind rotbraun oder purpurbraun gefärbt, der Hinterleib graubraun. Die Fühler sind einfach fadenförmig.
Das länglich-elliptische oder ovale Ei ist bei der Ablage zunächst noch hell gelblichbraun und wird später hell graubraun. Es misst (0,81±0,03) mm × (0,56±0,02) mm. Die Oberfläche weist ein unregelmäßiges polygones Netzmuster auf. Die Begrenzungen der Polygone sind unregelmäßig gefaltet.
Die Raupe ist blass bis schwärzlich, oft mit einer grünen oder bronzefarbenen Tönung. Der Kopf ist rötlichbraun, die Stigmata sind schwarz umrandet. Die Borsten sind hellbraun und sitzen auf hellen Warzen. Die Kopf- und Analplatte sowie die Thorax-Beine sind gelblichbraun gefärbt. Sie wird bis etwa 20 mm lang.
Die Puppe ist hell rötlichbraun mit einem fein punktierten Hinterleib. Der Kremaster ist mit sechs hakenförmigen Borsten besetzt.

## Geographische Verbreitung und Lebensraum
Die Art kommt fast überall in Europa vor, ist allerdings relativ selten und regional auch fehlend, so in Böhmen, der Slowakei und der Westukraine. Sie ist jedoch eher in Südeuropa und Nordafrika anzutreffen. Inzwischen wurde sie nahezu weltweit verschleppt.
In Mitteleuropa kommt die Art fast ausschließlich synanthrop vor, d. h. in der Nähe des Menschen, so in Ställen, Speichern und Warenhäusern.

## Lebensweise
Die Art bildet eine Generation pro Jahr deren Falter im Juli und August fliegen; Teile der Population scheinen einen zweijährigen Entwicklungszyklus zu haben. Die Falter sind nachtaktiv und ruhen tagsüber an Wänden oder anderen Stellen in den Gebäuden, wo sie leben. Die Eiraupen schlüpfen 10 Tage bis drei Wochen nach Ablage der Eier in Abhängigkeit von der Temperatur. Man findet sie ab August bis in den Mai des folgenden Jahres oder sogar bis zum Mai des zweiten Jahres. Sie leben in Gespinströhren in und unter ihrer Nahrung. Diese besteht aus pflanzlichen Abfällen, Heu, Stroh, aber auch aus Getreide und deren Produkten. Nach Slamka sollen sie auch an tierischen Abfällen fressen. In Marokko wurde beobachtet, wie sie die Eier von Lymantria dispar fraßen. In Kalifornien lebt die Art auch von der Hausschwamm-ähnlichen Pilzart Poria incrassata. Sie bevorzugt eher ein feuchtes Mikroklima. Die Verpuppung erfolgt in einem weißen seidenen Kokon, der von Pflanzenresten und Abfällen bedeckt ist.

## Schadwirkung
Da die Tiere in Mitteleuropa fast ausschließlich in menschlichen Behausungen und Wirtschaftsgebäuden vorkommen, gelten sie traditionell als Vorratsschädlinge und "Ungeziefer". Allerdings sind bisher in Europa keine größeren Schäden bekannt geworden. Dies ist auch aufgrund der langen Entwicklungszeit von einem bis zwei Jahren nicht zu erwarten. Im Gegenteil, die Art ist heute in Europa eher selten anzutreffen. In Nordafrika sollen die Raupen die Korken von Weinflaschen befallen und stellen dort ein großes Ärgernis dar.

## Systematik
Das Taxon wurde 1809 von Jacob Hübner als Pyralis caprealis erstmals wissenschaftlich beschrieben. Spätere Autoren werteten die Schreibweise caprealis als Schreibfehler für cuprealis, mit der Deutung cuprealis = "kupferfarbener Zünsler". Daher ist die Art auch als Aglossa cuprealis in der älteren Literatur zu finden. Diese willkürliche Änderung der Schreibweise ist jedoch nach den Internationalen Regeln für die Zoologische Nomenklatur nicht zulässig.